# Charles Christopher Parry
Charles Christopher Parry (28. srpna 1823 Admington, Gloucestershire – 20. února 1890 Davenport) byl americký botanik a horolezec.

## Život a kariéra
Parry se narodil v Anglii a roku 1832 se s rodiči přestěhoval do New Yorku. Studoval medicínu na Kolumbijské univerzitě a botaniku u Johna Torreye, Asy Graye a George Engelmanna Roku 1846 se přestěhoval do Davenportu, kde krátce pracoval jako lékař. V letech 1848 až 1855 se připojil k United States and Mexican Boundary Survey jako chirurg a botanik. Vytvořil sběrem rostlin podél mexicko-americké hranice rozsáhlou sbírku rostlin, později sbíral i v Coloradu a Utahu. Objevil i mnoho dosud nepopsaných rostlin. Několik nese i jeho jméno.
Jeho archiv uchovává Státní univerzita v Iowě.